# Я так давно тебе кохаю
«Я так давно тебе кохаю» (фр. Il ya longtemps que je t'aime) — кінофільм режисера Філіпа Клоделя, що вийшов на екрани в 2008 році .

## Синопсис
Леа живе з чоловіком і дітьми у тихому районі. Її життя докорінно зміниться із появою сестри, яка вийшла з в'язниці після довгих років ув'язнення. Між ними лежить прірва часу і способу життя, але героїні не здаються і намагаються досягти взаєморозуміння, адже кревна спорідненість буде пов'язувати їх до самої смерті.

## Ролі
- Крістін Скотт Томас — Жульєтта Фонтен
- Ельза Зільберштейн — Леа
- Серж Азанавічус — Люк
- Лоран Гревіль — Мішель
- Фредерік П'єрро — капітан Форі
- Клер Джонстон — мати Жульєтт і Леа
- Жан-Клод Арно — дідусь Поль
- Олів'є Крювейєр — Жерар
- Ліз Сегюр — маленька Лис

## Нагороди та номінації

### Нагороди
- 2009 — премія BAFTA за найкращий неангломовний фільм (Філіп Клодель, Ів Марміон)
- 2008 — 2 нагороди Берлінського кінофестивалю: Приз екуменічного журі і Приз читачів «Berliner Morgenpost»
- 2009 — 2 премії «Сезар»: найкраща перша робота (Філіп Клодель) і найкраща акторка другого плану (Ельза Зільберштейн)
- 2008 — премія «Фелікс» найкращій акторці (Крістін Скотт Томас)

### Номінації
- 2009 — 2 номінації на премію BAFTA: найкраща акторка (Крістін Скотт Томас) і найкращий оригінальний сценарій (Філіп Клодель)
- 2008 — номінація на премію «Золотий ведмідь» Берлінського кінофестивалю (Філіп Клодель)
- 2009 — 4 номінації на премію «Сезар»: найкращий фільм (Філіп Клодель, Ів Марміон), акторка (Крістін Скотт Томас), оригінальний сценарій (Філіп Клодель) і музика (Жан-Луї Обер)
- 2009 — 2 номінації на премію «Золотий глобус»: найкращий фільм іноземною мовою і найкраща драматична акторка (Крістін Скотт Томас)